# Bundestagswahlkreis Köln III
Der Wahlkreis Köln III (Wahlkreis 94; bis zur Bundestagswahl 2021 Wahlkreis 95) ist ein Bundestagswahlkreis in Nordrhein-Westfalen. Er umfasst den nordwestlichen Teil der kreisfreien Stadt Köln mit den linksrheinischen Stadtbezirken 4 Ehrenfeld, 5 Nippes und 6 Chorweiler.

## Wahlkreisgeschichte
| Wahl      | Wahlkreisname | Gebiet |
| --------- | ------------- | --- |
| 1949      | 9 Köln III    | Rechtsrheinisches Stadtgebiet |
| 1953–1961 | 68 Köln III   | Rechtsrheinisches Stadtgebiet |
| 1965–1976 | 61 Köln III   | Nordwestliches Stadtgebiet mit Ehrenfeld nördlich der Subbelrather Straße, Nippes, Niehl, Mengenich, Longerich, Chorweiler und Worringen |
| 1980–1998 | 61 Köln III   | Stadtbezirke Ehrenfeld, Nippes und Chorweiler                                                                                            |
| 2002–2009 | 96 Köln III   | Stadtbezirke Ehrenfeld, Nippes und Chorweiler                                                                                            |
| 2013–2021 | 95 Köln III   | Stadtbezirke Ehrenfeld, Nippes und Chorweiler                                                                                            |
| 2025–     | 94 Köln III   | Stadtbezirke Ehrenfeld, Nippes und Chorweiler                                                                                            |

## Wahlkreisabgeordnete
| Wahl | Abgeordneter | Abgeordneter     | Partei | Stimmen in % |
| ---- | ------------ | ---------------- | ------ | ------------ |
| 1949 |              | Johannes Albers  | CDU    | 43,4         |
| 1953 | 50,0         | Johannes Albers  | CDU    |              |
| 1957 |              | Hans Katzer      | CDU    | 55,0         |
| 1961 | 46,5         | Hans Katzer      | CDU    |              |
| 1965 |              | Aenne Brauksiepe | CDU    | 48,4         |
| 1969 |              | Hubert Weber     | SPD    | 53,3         |
| 1972 | 59,1         | Hubert Weber     | SPD    |              |
| 1976 | 53,3         | Hubert Weber     | SPD    |              |
| 1980 |              | Konrad Gilges    | SPD    | 52,1         |
| 1983 | 50,5         | Konrad Gilges    | SPD    |              |
| 1987 | 48,5         | Konrad Gilges    | SPD    |              |
| 1990 | 47,4         | Konrad Gilges    | SPD    |              |
| 1994 | 48,1         | Konrad Gilges    | SPD    |              |
| 1998 | 52,1         | Konrad Gilges    | SPD    |              |
| 2002 |              | Rolf Mützenich   | SPD    | 50,3         |
| 2005 | 50,5         | Rolf Mützenich   | SPD    |              |
| 2009 | 35,9         | Rolf Mützenich   | SPD    |              |
| 2013 | 39,3         | Rolf Mützenich   | SPD    |              |
| 2017 | 32,3         | Rolf Mützenich   | SPD    |              |
| 2021 | 29,9         | Rolf Mützenich   | SPD    |              |
| 2025 |              | Katharina Dröge  | GRÜNE  | 26,0         |

## Wahlergebnisse

### Bundestagswahl 2025
| Kandidaten                                  | Kandidaten                   | Parteien/Listen     | Erststimmen | Erststimmen | Zweitstimmen | Zweitstimmen |
| Kandidaten                                  | Kandidaten                   | Parteien/Listen     | Stimmen     | %           | Stimmen      | %            |
| ------------------------------------------- | ---------------------------- | ------------------- | ----------- | ----------- | ------------ | ------------ |
|                                             | Rolf Mützenich               | SPD                 | 43.307      | 25,8        | 33.496       | 19,9         |
|                                             | Gisela Manderla              | CDU                 | 32.638      | 19,4        | 32.522       | 19,3         |
|                                             | Katharina Drögegewählt im WK | GRÜNE               | 43.697      | 26,0        | 36.769       | 21,8         |
|                                             | Maria Westphal               | FDP                 | 4.773       | 2,8         | 5.715        | 3,4          |
|                                             | Jochen Haug                  | AfD                 | 19.459      | 11,6        | 18.860       | 11,2         |
|                                             | Nadine Mai                   | DIE LINKE           | 18.806      | 11,2        | 27.502       | 16,3         |
|                                             | —                            | Tierschutzpartei    | –           | –           | 1.745        | 1,0          |
|                                             | —                            | Die PARTEI          | –           | –           | 958          | 0,6          |
|                                             | —                            | dieBasis            | –           | –           | 311          | 0,2          |
|                                             | —                            | Team Todenhöfer     | –           | –           | 415          | 0,2          |
|                                             | Benjamin Krings              | FREIE WÄHLER        | 1.322       | 0,8         | 503          | 0,3          |
|                                             | Franziska Weber              | Volt                | 3.074       | 1,8         | 1.632        | 1,0          |
|                                             | —                            | MLPD                | –           | –           | 62           | 0,0          |
|                                             | Heike Herden                 | PdF                 | 745         | 0,4         | 335          | 0,2          |
|                                             | —                            | Bündnis Deutschland | –           | –           | 153          | 0,1          |
|                                             | —                            | BSW                 | –           | –           | 7.190        | 4,3          |
|                                             | —                            | MERA25              | –           | –           | 137          | 0,1          |
|                                             | —                            | WerteUnion          | –           | –           | 48           | 0,0          |
| Gesamt                                      | Gesamt                       | Gesamt              | 167.821     | 100         | 168.353      | 100          |
|                                             |                              |                     |             |             |              |              |
| Ungültige Stimmen                           | Ungültige Stimmen            | Ungültige Stimmen   | 1.314       | 0,8         | 782          | 0,5          |
| Wähler                                      | Wähler                       | Wähler              | 169.135     | 81,8        | 169.135      | 81,8         |
| Wahlberechtigte                             | Wahlberechtigte              | Wahlberechtigte     | 206.670     |             | 206.670      |              |
|                                             |                              |                     |             |             |              |              |
| Quellen: Die Bundeswahlleiterin, Kandidaten |                              |                     |             |             |              |              |

### Bundestagswahl 2021
| Kandidaten                                             | Kandidaten                  | Parteien/Listen      | Erststimmen | Erststimmen | Zweitstimmen | Zweitstimmen |
| Kandidaten                                             | Kandidaten                  | Parteien/Listen      | Stimmen     | %           | Stimmen      | %            |
| ------------------------------------------------------ | --------------------------- | -------------------- | ----------- | ----------- | ------------ | ------------ |
|                                                        | Gisela Manderla             | CDU                  | 28.674      | 18,6        | 27.485       | 17,8         |
|                                                        | Rolf Mützenichgewählt im WK | SPD                  | 46.149      | 29,9        | 39.901       | 25,8         |
|                                                        | Volker Görzel               | FDP                  | 10.708      | 6,9         | 13.845       | 9,0          |
|                                                        | Jochen Haug                 | AfD                  | 8.015       | 5,2         | 7.876        | 5,1          |
|                                                        | Katharina Dröge             | GRÜNE                | 43.600      | 28,3        | 44.407       | 28,8         |
|                                                        | Michael Weisenstein         | DIE LINKE            | 8.435       | 5,5         | 9.903        | 6,4          |
|                                                        | Stefan Pott                 | Die PARTEI           | 3.143       | 2,0         | 1.784        | 1,2          |
|                                                        | –                           | Tierschutzpartei     | –           | –           | 1.846        | 1,2          |
|                                                        | –                           | PIRATEN              | –           | –           | 466          | 0,3          |
|                                                        | Norbert Theiß               | FREIE WÄHLER         | 1.100       | 0,7         | 684          | 0,4          |
|                                                        | –                           | NPD                  | –           | –           | 73           | 0,0          |
|                                                        | –                           | ÖDP                  | –           | –           | 121          | 0,1          |
|                                                        | –                           | V-Partei³            | –           | –           | 119          | 0,1          |
|                                                        | –                           | Gesundheitsforschung | –           | –           | 139          | 0,1          |
|                                                        | Reiner Dworschak            | MLPD                 | 113         | 0,1         | 72           | 0,0          |
|                                                        | –                           | Die Humanisten       | –           | –           | 135          | 0,1          |
|                                                        | –                           | DKP                  | –           | –           | 43           | 0,0          |
|                                                        | –                           | SGP                  | –           | –           | 11           | 0,0          |
|                                                        | Songül Schlürscheid         | dieBasis             | 1.831       | 1,2         | 1.605        | 1,0          |
|                                                        | –                           | Bündnis C            | –           | –           | 52           | 0,0          |
|                                                        | –                           | du.                  | –           | –           | 140          | 0,1          |
|                                                        | –                           | LIEBE                | –           | –           | 142          | 0,1          |
|                                                        | –                           | LKR                  | –           | –           | 35           | 0,0          |
|                                                        | –                           | PdF                  | –           | –           | 48           | 0,0          |
|                                                        | –                           | LfK                  | –           | –           | 109          | 0,1          |
|                                                        | –                           | Team Todenhöfer      | –           | –           | 1.937        | 1,3          |
|                                                        | Christopher Peterka         | Volt                 | 2.108       | 1,4         | 1.424        | 0,9          |
|                                                        | Maciej Podjaski             | Einzelbewerber       | 70          | 0,0         | –            | –            |
|                                                        | Christoph Goldbeck          | Einzelbewerber       | 189         | 0,1         | –            | –            |
| Gesamt                                                 | Gesamt                      | Gesamt               | 154.135     | 100         | 154.402      | 100          |
|                                                        |                             |                      |             |             |              |              |
| Ungültige Stimmen                                      | Ungültige Stimmen           | Ungültige Stimmen    | 1.107       | 0,7         | 840          | 0,5          |
| Wähler                                                 | Wähler                      | Wähler               | 155.242     | 75,9        | 155.242      | 75,9         |
| Wahlberechtigte                                        | Wahlberechtigte             | Wahlberechtigte      | 204.539     |             | 204.539      |              |
|                                                        |                             |                      |             |             |              |              |
| Quellen: Die Bundeswahlleiterin, Kandidaten – Ergebnis |                             |                      |             |             |              |              |

### Bundestagswahl 2017
| Gegenstand der Nachweisung | Gegenstand der Nachweisung | Erst- stimmen | Erst- stimmen | Zweit- stimmen | Zweit- stimmen |
| Bewerber                   | Partei                     | Anzahl        | %             | Anzahl         | %              |
| -------------------------- | -------------------------- | ------------- | ------------- | -------------- | -------------- |
| Wahlberechtigte            | Wahlberechtigte            | 203.644       | 100,0         | 203.644        | 100,0          |
| Wähler                     | Wähler                     | 150.629       | 74,0          | 150.629        | 74,0           |
| Ungültige Stimmen          | Ungültige Stimmen          | 1.533         | 1,0           | 1.106          | 0,7            |
| Gültige Stimmen            | Gültige Stimmen            | 149.096       | 99,0          | 149.523        | 99,3           |
| davon                      |                            |               |               |                |                |
| Gisela Manderla            | CDU                        | 41.107        | 27,6          | 36.501         | 24,4           |
| Rolf Mützenich             | SPD                        | 48.148        | 32,3          | 36.849         | 24,6           |
| Katharina Dröge            | Bündnis 90/Die Grünen      | 19.621        | 13,2          | 20.972         | 14,0           |
| Güldane Tokyürek           | Die Linke                  | 14.431        | 9,7           | 19.118         | 12,8           |
| Volker Görzel              | FDP                        | 10.598        | 7,1           | 16.850         | 11,3           |
| Stephan Boyens             | AfD                        | 11.249        | 7,5           | 11.731         | 7,8            |
|                            | Piraten                    | –             | –             | 704            | 0,5            |
|                            | NPD                        | –             | –             | 202            | 0,1            |
| Lukas Herrmann             | Die PARTEI                 | 3.630         | 2,4           | 2.074          | 1,4            |
|                            | FREIE WÄHLER               | –             | –             | 317            | 0,2            |
|                            | Volksabstimmung            | –             | –             | 136            | 0,0            |
|                            | ÖDP                        | –             | –             | 176            | 0,1            |
| Matthias Sauter            | MLPD                       | 312           | 0,2           | 126            | 0,1            |
|                            | SGP                        | –             | –             | 12             | 0,0            |
|                            | AD-Demokraten              | –             | –             | 1.156          | 0,8            |
|                            | BGE                        | –             | –             | 294            | 0,2            |
|                            | DiB                        | –             | –             | 468            | 0,3            |
|                            | DKP                        | –             | –             | 25             | 0,0            |
|                            | DM                         | –             | –             | 170            | 0,1            |
|                            | Die Humanisten             | –             | –             | 144            | 0,1            |
|                            | Gesundheitsforschung       | –             | –             | 141            | 0,1            |
|                            | Tierschutzpartei           | –             | –             | 1.144          | 0,8            |
|                            | V-Partei³                  | –             | –             | 213            | 0,1            |

Katharina Dröge zog über die Landesliste der Grünen in den Bundestag ein, Gisela Manderla rückte am 5. November 2018 für Ralf Brauksiepe nach.

### Bundestagswahl 2013
| Gegenstand der Nachweisung | Gegenstand der Nachweisung | Erst- stimmen | Erst- stimmen | Zweit- stimmen | Zweit- stimmen |
| Bewerber                   | Partei                     | Anzahl        | %             | Anzahl         | %              |
| -------------------------- | -------------------------- | ------------- | ------------- | -------------- | -------------- |
| Wahlberechtigte            | Wahlberechtigte            | 201.922       | 100,0         | 201.922        | 100,0          |
| Wähler                     | Wähler                     | 141.714       | 70,2          | 141.714        | 70,2           |
| Ungültige Stimmen          | Ungültige Stimmen          | 1.765         | 1,2           | 1.368          | 1,0            |
| Gültige Stimmen            | Gültige Stimmen            | 139.949       | 100,0         | 140.346        | 100,0          |
| davon                      |                            |               |               |                |                |
| Gisela Manderla            | CDU                        | 45.999        | 32,9          | 42.902         | 30,6           |
| Rolf Mützenich             | SPD                        | 55.021        | 39,3          | 44.240         | 31,5           |
| Volker Görzel              | FDP                        | 3.158         | 2,3           | 6.339          | 4,5            |
| Katharina Dröge            | GRÜNE                      | 18.046        | 12,9          | 20.905         | 14,9           |
| Michael Weisenstein        | DIE LINKE                  | 10.883        | 7,8           | 12.960         | 9,2            |
| Thomas Hegenbarth          | PIRATEN                    | 4.161         | 3,0           | 3.789          | 2,7            |
| Tibor Herzog               | NPD                        | 1.750         | 1,3           | 1.057          | 0,8            |
|                            | REP                        | –             | –             | 151            | 0,1            |
|                            | Bündnis 21/RRP             | –             | –             | 67             | 0,0            |
|                            | Volksabstimmung            | –             | –             | 248            | 0,2            |
|                            | ÖDP                        | –             | –             | 263            | 0,2            |
|                            | MLPD                       | –             | –             | 57             | 0,0            |
| Stephan Hochstein          | BüSo                       | 203           | 0,1           | 59             | 0,0            |
|                            | PSG                        | –             | –             | 34             | 0,0            |
|                            | AfD                        | –             | –             | 4.513          | 3,2            |
|                            | BIG                        | –             | –             | 381            | 0,3            |
|                            | pro Deutschland            | –             | –             | 488            | 0,3            |
|                            | DIE RECHTE                 | –             | –             | 27             | 0,0            |
| Thomas Heilig              | FREIE WÄHLER               | 728           | 0,5           | 405            | 0,3            |
|                            | Nichtwähler                | –             | –             | 293            | 0,2            |
|                            | PDV                        | –             | –             | 127            | 0,1            |
|                            | Die PARTEI                 | –             | –             | 1.041          | 0,7            |

Gisela Manderla und Katharina Dröge zogen über die Landeslisten ihrer Parteien in den Bundestag ein.

### Bundestagswahl 2009
| Gegenstand der Nachweisung | Gegenstand der Nachweisung | Erst- stimmen | Erst- stimmen | Zweit- stimmen | Zweit- stimmen |
| Bewerber                   | Partei                     | Anzahl        | %             | Anzahl         | %              |
| -------------------------- | -------------------------- | ------------- | ------------- | -------------- | -------------- |
| Wahlberechtigte            | Wahlberechtigte            | 197.023       | 100,0         | 197.023        | 100,0          |
| Wähler                     | Wähler                     | 134.252       | 68,1          | 134.252        | 68,1           |
| Ungültige Stimmen          | Ungültige Stimmen          | 1.619         | 1,2           | 1.296          | 1,0            |
| Gültige Stimmen            | Gültige Stimmen            | 132.633       | 100,0         | 132.956        | 100,0          |
| davon                      |                            |               |               |                |                |
| Rolf Mützenich             | SPD                        | 47.625        | 35,9          | 37.019         | 27,8           |
| Artur Tybussek             | CDU                        | 38.093        | 28,7          | 33.367         | 25,1           |
| Bettina Houben             | FDP                        | 11.187        | 8,4           | 17.225         | 13,0           |
| Kerstin Müller             | GRÜNE                      | 22.550        | 17,0          | 24.797         | 18,7           |
| Ursula Lötzer              | DIE LINKE                  | 11.390        | 8,6           | 13.540         | 10,2           |
| Bernhard Blankenheim       | NPD                        | 1.788         | 1,3           | 1.231          | 0,9            |
|                            | Die Tierschutzpartei       | –             | –             | 847            | 0,6            |
|                            | FAMILIE                    | –             | –             | 473            | 0,4            |
|                            | REP                        | –             | –             | 367            | 0,3            |
|                            | Volksabstimmung            | –             | –             | 153            | 0,1            |
|                            | MLPD                       | –             | –             | 53             | 0,0            |
|                            | PSG                        | –             | –             | 26             | 0,0            |
|                            | ZENTRUM                    | –             | –             | 58             | 0,0            |
|                            | BüSo                       | –             | –             | 38             | 0,0            |
|                            | DVU                        | –             | –             | 57             | 0,0            |
|                            | ödp                        | –             | –             | 201            | 0,2            |
|                            | PIRATEN                    | –             | –             | 2.791          | 2,1            |
|                            | RRP                        | –             | –             | 257            | 0,2            |
|                            | RENTNER                    | –             | –             | 456            | 0,3            |

Kerstin Müller und Ursula Lötzer wurden über die Landesliste Mitglied des Bundestages.

### Bundestagswahl 2005
| Gegenstand der Nachweisung | Gegenstand der Nachweisung | Erst- stimmen | Erst- stimmen | Zweit- stimmen | Zweit- stimmen |
| Bewerber                   | Partei                     | Anzahl        | %             | Anzahl         | %              |
| -------------------------- | -------------------------- | ------------- | ------------- | -------------- | -------------- |
| Wahlberechtigte            | Wahlberechtigte            | 192.045       | 100,0         | 192.045        | 100,0          |
| Wähler                     | Wähler                     | 142.475       | 74,2          | 142.475        | 74,2           |
| Ungültige Stimmen          | Ungültige Stimmen          | 750           | 0,5           | 545            | 0,4            |
| Gültige Stimmen            | Gültige Stimmen            | 141.725       | 100,0         | 141.930        | 100,0          |
| davon                      |                            |               |               |                |                |
| Rolf Mützenich             | SPD                        | 71.575        | 50,5          | 57.935         | 40,8           |
| Artur Tybussek             | CDU                        | 43.054        | 30,4          | 35.646         | 25,1           |
| Bettina Houben             | FDP                        | 5.569         | 3,9           | 13.712         | 9,7            |
| Kerstin Müller             | GRÜNE                      | 13.196        | 9,3           | 21.883         | 15,4           |
| Jörg Detjen                | Die Linke.                 | 6.809         | 4,8           | 8.809          | 6,2            |
|                            | REP                        | –             | –             | 578            | 0,4            |
|                            | Die Tierschutzpartei       | –             | –             | 602            | 0,4            |
| Rolf Pawlowitz             | NPD                        | 1.233         | 0,9           | 973            | 0,7            |
|                            | FAMILIE                    | –             | –             | 402            | 0,3            |
|                            | GRAUE                      | –             | –             | 892            | 0,6            |
|                            | PBC                        | –             | –             | 121            | 0,1            |
|                            | ZENTRUM                    | –             | –             | 44             | 0,0            |
|                            | BüSo                       | –             | –             | 48             | 0,0            |
|                            | Deutschland                | –             | –             | 148            | 0,1            |
|                            | MLPD                       | –             | –             | 50             | 0,0            |
|                            | PSG                        | –             | –             | 87             | 0,1            |
| Christian Heinrici         | HP                         | 289           | 0,2           | –              | –              |

Kerstin Müller schaffte über die NRW-Landesliste der Grünen den Wiedereinzug in den Deutschen Bundestag.

### Bundestagswahl 2002
| Gegenstand der Nachweisung | Gegenstand der Nachweisung | Erst- stimmen | Erst- stimmen | Zweit- stimmen | Zweit- stimmen |
| Bewerber                   | Partei                     | Anzahl        | %             | Anzahl         | %              |
| -------------------------- | -------------------------- | ------------- | ------------- | -------------- | -------------- |
| Wahlberechtigte            | Wahlberechtigte            | 187.895       | 100,0         | 187.895        | 100,0          |
| Wähler                     | Wähler                     | 140.566       | 74,8          | 140.566        | 74,8           |
| Ungültige Stimmen          | Ungültige Stimmen          | 670           | 0,5           | 448            | 0,3            |
| Gültige Stimmen            | Gültige Stimmen            | 139.896       | 100,0         | 140.118        | 100,0          |
| davon                      |                            |               |               |                |                |
| Rolf Mützenich             | SPD                        | 70.427        | 50,3          | 62.445         | 44,6           |
| Rolf Bietmann              | CDU                        | 42.141        | 30,1          | 38.204         | 27,3           |
| Bernardo Trier             | FDP                        | 6.929         | 5,0           | 10.900         | 7,8            |
| Kerstin Müller             | GRÜNE                      | 16.465        | 11,8          | 22.535         | 16,1           |
| Jörg Fischer               | PDS                        | 2.735         | 2,0           | 2.796          | 2,0            |
|                            | REP                        | –             | –             | 878            | 0,6            |
| Heinz Scholl               | GRAUE                      | 1.199         | 0,9           | 495            | 0,4            |
|                            | Die Tierschutzpartei       | –             | –             | 425            | 0,3            |
|                            | FAMILIE                    | –             | –             | 168            | 0,1            |
|                            | NPD                        | –             | –             | 298            | 0,2            |
|                            | PBC                        | –             | –             | 96             | 0,1            |
|                            | ödp                        | –             | –             | 49             | 0,0            |
|                            | CM                         | –             | –             | 53             | 0,0            |
|                            | DIE FRAUEN                 | –             | –             | 116            | 0,1            |
|                            | BüSo                       | –             | –             | 24             | 0,0            |
|                            | Die Violetten              | –             | –             | 28             | 0,0            |
|                            | ZENTRUM                    | –             | –             | 37             | 0,0            |
|                            | HP                         | –             | –             | 25             | 0,0            |
|                            | Schill                     | –             | –             | 546            | 0,4            |

Rolf Bietmann und Kerstin Müller zogen über die Landesliste in den Bundestag ein, Müller war während der Legislaturperiode Staatsministerin im Auswärtigen Amt.

### Bundestagswahl 1998
| Gegenstand der Nachweisung | Gegenstand der Nachweisung | Erst- stimmen | Erst- stimmen | Zweit- stimmen | Zweit- stimmen |
| Bewerber                   | Partei                     | Anzahl        | %             | Anzahl         | %              |
| -------------------------- | -------------------------- | ------------- | ------------- | -------------- | -------------- |
| Wahlberechtigte            | Wahlberechtigte            | 183.649       | 100,0         | 183.649        | 100,0          |
| Wähler                     | Wähler                     | 146.967       | 80,0          | 146.967        | 80,0           |
| Ungültige Stimmen          | Ungültige Stimmen          | 2.259         | 1,5           | 1.515          | 1,0            |
| Gültige Stimmen            | Gültige Stimmen            | 144.708       | 100,0         | 145.452        | 100,0          |
| davon                      |                            |               |               |                |                |
| Konrad Gilges              | SPD                        | 75.397        | 52,1          | 69.460         | 47,8           |
| Marlis Robels-Fröhlich     | CDU                        | 45.296        | 31,3          | 40.593         | 27,9           |
| Claus Juhnke               | F.D.P.                     | 3.848         | 2,7           | 9.183          | 6,3            |
| Kerstin Müller             | GRÜNE                      | 14.184        | 9,8           | 17.205         | 11,8           |
| Gero Voigt                 | PDS                        | 1.799         | 1,2           | 2.426          | 1,7            |
|                            | Deutschland                | –             | –             | 68             | 0,0            |
|                            | APPD                       | –             | –             | 122            | 0,1            |
|                            | BüSo                       | –             | –             | 15             | 0,0            |
|                            | BFB – Die Offensive        | –             | –             | 111            | 0,1            |
|                            | Chance 2000                | –             | –             | 134            | 0,1            |
|                            | CM                         | –             | –             | 82             | 0,1            |
|                            | DVU                        | –             | –             | 1.572          | 1,1            |
| Lisette Milde              | GRAUE                      | 1.096         | 0,8           | 760            | 0,5            |
| Daniel Schöppe             | REP                        | 2.224         | 1,5           | 1.654          | 1,1            |
|                            | FAMILIE                    | –             | –             | 218            | 0,1            |
|                            | DIE FRAUEN                 | –             | –             | 115            | 0,1            |
|                            | Pro DM                     | –             | –             | 568            | 0,4            |
|                            | MLPD                       | –             | –             | 11             | 0,0            |
|                            | Tierschutz                 | –             | –             | 358            | 0,2            |
| Peter Lingnau              | NPD                        | 634           | 0,4           | 378            | 0,3            |
|                            | NATURGESETZ                | –             | –             | 65             | 0,0            |
|                            | ödp                        | –             | –             | 71             | 0,0            |
|                            | PBC                        | –             | –             | 83             | 0,1            |
|                            | Nichtwähler                | –             | –             | 169            | 0,1            |
|                            | PSG                        | –             | –             | 31             | 0,0            |
| Christian Heinrici         | HP                         | 230           | 0,2           | –              | –              |

Kerstin Müller zog erneut über die Landesliste ihrer Partei in den Bundestag ein.

### Bundestagswahl 1994
| Gegenstand der Nachweisung | Gegenstand der Nachweisung | Erst- stimmen | Erst- stimmen | Zweit- stimmen | Zweit- stimmen |
| Bewerber                   | Partei                     | Anzahl        | %             | Anzahl         | %              |
| -------------------------- | -------------------------- | ------------- | ------------- | -------------- | -------------- |
| Wahlberechtigte            | Wahlberechtigte            | 185.922       | 100,0         | 185.922        | 100,0          |
| Wähler                     | Wähler                     | 144.146       | 77,5          | 144.146        | 77,5           |
| Ungültige Stimmen          | Ungültige Stimmen          | 3.184         | 2,2           | 2.232          | 1,5            |
| Gültige Stimmen            | Gültige Stimmen            | 140.962       | 100,0         | 141.914        | 100,0          |
| davon                      |                            |               |               |                |                |
| Konrad Gilges              | SPD                        | 67.754        | 48,1          | 63.623         | 44,8           |
| Marlis Robels-Fröhlich     | CDU                        | 49.111        | 34,8          | 44.991         | 31,7           |
| Walter Klein               | F.D.P.                     | 4.190         | 3,0           | 9.863          | 6,9            |
| Kerstin Müller             | GRÜNE                      | 14.504        | 10,3          | 16.064         | 11,3           |
| Eduard Mermagen            | REP                        | 2.640         | 1,9           | 2.663          | 1,9            |
| Helga Maria Humbach        | PDS                        | 1.653         | 1,2           | 2.493          | 1,8            |
|                            | Solidarität                | –             | –             | 24             | 0,0            |
|                            | BSA                        | –             | –             | 17             | 0,0            |
|                            | CM                         | –             | –             | 60             | 0,0            |
|                            | ZENTRUM                    | –             | –             | 41             | 0,0            |
| Martin Unverdorben         | DIE GRAUEN                 | 1.110         | 0,8           | 1.076          | 0,8            |
|                            | NATURGESETZ                | –             | –             | 143            | 0,1            |
|                            | MLPD                       | –             | –             | 19             | 0,0            |
|                            | Die Tierschutzpartei       | –             | –             | 432            | 0,3            |
|                            | ÖDP                        | –             | –             | 146            | 0,1            |
|                            | PBC                        | –             | –             | 59             | 0,0            |
|                            | STATT Partei               | –             | –             | 200            | 0,1            |

Kerstin Müller wurde über die Landesliste der Grünen Mitglied des Bundestages.

### Bundestagswahl 1990
| Gegenstand der Nachweisung         | Gegenstand der Nachweisung | Erst- stimmen | Erst- stimmen | Zweit- stimmen | Zweit- stimmen |
| Bewerber                           | Partei                     | Anzahl        | %             | Anzahl         | %              |
| ---------------------------------- | -------------------------- | ------------- | ------------- | -------------- | -------------- |
| Wahlberechtigte                    | Wahlberechtigte            | 188.755       | 100,0         | 188.755        | 100,0          |
| Wähler                             | Wähler                     | 138.386       | 73,3          | 138.386        | 73,3           |
| Ungültige Stimmen                  | Ungültige Stimmen          | 1.601         | 1,2           | 1.331          | 1,0            |
| Gültige Stimmen                    | Gültige Stimmen            | 136.785       | 100,0         | 137.055        | 100,0          |
| davon                              |                            |               |               |                |                |
| Konrad Gilges                      | SPD                        | 64.813        | 47,4          | 62.848         | 45,9           |
| Dorothee Wilms                     | CDU                        | 48.652        | 35,6          | 45.143         | 32,9           |
| Walter Klein                       | F.D.P.                     | 9.192         | 6,7           | 15.187         | 11,1           |
| Kerstin Müller                     | GRÜNE                      | 9.849         | 7,2           | 8.201          | 6,0            |
|                                    | CM                         | –             | –             | 128            | 0,1            |
| Renate Veronika Hahner-Fikentscher | DIE GRAUEN                 | 2.365         | 1,7           | 1.734          | 1,3            |
|                                    | REP                        | –             | –             | 1.926          | 1,4            |
|                                    | FRAUEN                     | –             | –             | 201            | 0,1            |
| Peter Lingnau                      | NPD                        | 1.405         | 1,0           | 589            | 0,4            |
| Peter Lorscheid                    | ÖDP                        | 509           | 0,4           | 301            | 0,2            |
|                                    | PDS                        | –             | –             | 746            | 0,5            |
|                                    | Patrioten                  | –             | –             | 11             | 0,0            |
|                                    | VAA                        | –             | –             | 40             | 0,0            |

Dorothee Wilms zog über die CDU-Landesliste in den Deutschen Bundestag ein.